# ペドロ・チャベス
ペドロ・アントニオ・マトス・チャベス（Pedro António Matos Chaves、1965年2月27日 - ）は、ポルトガル出身の元レーシングドライバー、ラリードライバー。

## 経歴

### レースデビュー
1986年よりフォーミュラ・フォードに乗り始め、1987年から2シーズンはイギリス・フォーミュラ・フォードに参戦した。1989年よりF3を飛び越しての国際F3000選手権参戦を希望。イギリスのCoBRaレーシング（Colin Bennett Racing）に母国ポルトガルからのスポンサー資金を持ち込み、国際F3000シートを獲得した。

### F3000
1989年の国際F3000に参戦するも、初めての3000ccエンジンのパワーを持て余し苦戦。チームメイトでF2とF3000での経験が長いアラン・フェルテがポイントを獲得した一方で、チャベスは予選落ちが多く、最高成績は完走者が少なかった第6戦ブランズ・ハッチでの11位（完走12台）と差をつけられた。
1990年は開幕時に国際F3000シートを得られなかったため、当時ナイジェル・マンセルが共同オーナーとなっていたマンセル・マジウィック・レーシングにメインスポンサーを持ち込む形でイギリスF3000選手権に参戦。ここでF3000マシンに順応し、10戦中5勝を挙げチャンピオンを獲得した。同年はマンセル・マジウィックからシーズン後半の国際F3000へも復帰し、ブランズ・ハッチで4位に入り国際F3000でのポイント獲得に成功。チャベスのスポンサーであるポルトガルのワインメーカーMATEUSと石油会社GALPは早期のF1進出を希望した。

### フォーミュラ1
1990年オフからスポンサーマネーを頼りにF1進出を目指し、前年スバルとのジョイントが悲惨な結果に終わっていたイタリアの小規模チーム・コローニと交渉。エストリル・サーキットでのテストドライブを経て、1991年シーズンのF1開幕戦からレギュラーシートを得た。ポルトガル人としては1964年までに5回決勝レースに出走したマリオ・デ・カブラル以来となる27年ぶり2人目のF1ドライバーとなった。
しかし、同年使用するマシンC4は実質前年のC3Cから進化はなく、ペルージャ大学の学生が授業の一環として改良を加えた。パワーではコスワース・DFR V8エンジン搭載の特に武器のないマシンであり、空力面でも他チームより遅れていた。このため、「コローニをF3000に持ってきても勝てないだろう」と評される状況で、予備予選最下位が続いた。結果的にチャベスはエントリーした13戦で一度も予備予選を通過できなかった。第14戦スペインGP開催地カタロニア・サーキットはF1初開催だったため木曜日に特別フリー走行セッションが設けられていたが、このセッションをエンジン換装の遅れにより全く走れなかったチャベスは急遽記者会見を開き、「ろくに走れないことばかりだし、もうここのマシンには乗らない。チームを辞める。」と怒りのコメントを表明。加えて、「失望しかない。それに僕は10万ドルのギャランティを受け取ることになっているのに、実際にはその10%程度しか受け取ってない。要するにプロのドライバーとしての扱いを受けていない。」と暴露した。これに対しボスのエンツォ・コローニは「彼が持ち込むはずのスポンサーフィーがこちらに支払われていないから、彼に行くはずの報酬がないのは当然だ。ずっと我慢してきたがもう待てない。おそらくチャベスか彼のプレス担当者が着服してるんだろう。」と反論、ケンカ別れとなった。このため、第15戦日本GPにチャベスは出走しないことになったが、この発表前にレース雑誌「Racing On」にて日本GP観戦ガイドを既に掲載していたジャーナリスト今宮純は、「鈴鹿に訪れるファンの多くはセナを一目見たいのだと思うが、このコラムの読者諸君はマニアックに『セナ様に逢いた～い』ではなく、金曜朝にだけ見られる『ペドロ・チャベス』を追っかけてもらいたい。その走りを見た人は本当の本物だ。チャベスの走りを目撃できるチャンスはあまりにも少ないのだから。」と記していた。F1ではグランプリ決勝レース出走が参戦数とされるため、公式記録上チャベスのF1出走は0である。
その後、コローニは終盤2戦で日本の服部尚貴をコローニ・C4に乗せたが、結果は変わらず2戦とも予備予選落ちであった。レースシートを求めてチャベスは同年11月に来日し、全日本F3000選手権・第11戦鈴鹿にスポット参戦した。
1992年はレイトンハウス撤退直後の混乱のさなかだったが、グスタフ・ブルナーが残っていたためにマシンの戦闘力ではコローニより期待できたマーチのシート獲得を目指し、一度は契約を結んだ。しかしチームへのスポンサーマネーの支払いが約束より遅れてしまったため、開幕直前にチームがメルセデス育成ドライバーのカール・ヴェンドリンガーと契約。チャベスの参戦機会は消滅した。

### インディ・ライツ / ツーリングカー
1992年は国際F3000に復帰したが、最高位は7位でポイントを獲得できなかった。1993年にアメリカへ渡り、インディ・ライツに3年間参戦。1995年の第11戦バンクーバー市街地コースでは優勝した。同年のインディ・ライツはグレッグ・ムーアが圧勝したシーズンで、ムーア以外に勝利を記録したのはチャベスとロビー・ブールだけだった。これを最後にフォーミュラカーから撤退し、1996年よりツーリングカーレースへとカテゴリー転向。BMWでスペイン・ツーリングカー選手権に参戦し、ランキング2位となった。その後、ポルシェでFIA GT選手権へ参加した。
2001年にはミゲル・ラモスとのチームでスペインGT選手権にサリーン・S7で参戦、シリーズチャンピオンを獲得した。

### ラリー
1998年からポルトガル・ラリー選手権に参戦開始。1990年と2000年にタイトルを勝ち取った。2001年はワークス体制のトヨタ・カローラWRCで参戦。並行してル・マン24時間レースやFIA GTへも参戦した。2005年からルノー・クリオ1600でポルトガル・ラリー選手権に復帰。2006年を最後にドライバーを引退すると表明し、A1グランプリに参戦するチーム・レバノンのドライビング・コーチ就任を発表した。

### 引退後
2008年にA1チーム・ポルトガルのマネージング・ディレクターに就任した。息子のデビッド (David MATOS CHAVES) もレーサーを志し、2006年より2010年までカート選手権に参戦。チャベスはデビッドのキャリアをマネージメントしていた。
F1参戦時、日本のメディアでは「ペドロ・シャベス」という表記もあった。フジテレビでレース実況を担当した古舘伊知郎はチャベスを日本の俳優、志垣太郎に似ていると紹介していた。

## レース成績

### 国際F3000選手権
| 年     | エントラント                      | シャーシ        | エンジン       | 1       | 2       | 3       | 4       | 5       | 6      | 7       | 8       | 9       | 10      | 11     | 順位 | ポイント |
| ------ | --------------------------------- | --------------- | -------------- | ------- | ------- | ------- | ------- | ------- | ------ | ------- | ------- | ------- | ------- | ------ | ---- | -------- |
| 1989年 | コブラ・モータースポーツ          | レイナード・88D | コスワース DFV | SIL 15  | VLL DNQ | PAU DNQ | JER Ret | PER Ret | BRH 11 | BIR Ret | SPA DNQ | BUG 17  | DIJ DNQ |        | NC   | 0        |
| 1990年 | マジウィック・モータースポーツ GB | レイナード・90D | コスワース DFV | DON     | SIL     | PAU     | JER     | MNZ     | PER    | HOC     | BRH 4   | BIR Ret | BUG DNQ | NOG 14 | 16位 | 3        |
| 1992年 | GJモータースポーツ                | ローラ・T92/50  | 無限 MF308     | SIL Ret | PAU 9   | CAT Ret | PER 7   | HOC 13  | NÜR 13 |         |         |         |         |        | NC   | 0        |
| 1992年 | イル・バローネ・ランパンテ        | レイナード・92D | コスワース DFV |         |         |         |         |         |        | SPA DNQ | ALB 11  | NOG 10  | MAG Ret |        | NC   | 0        |

### イギリス・フォーミュラ3000
| 年     | チーム                                   | シャーシ       | エンジン       | 1     | 2     | 3     | 4     | 5     | 6       | 7     | 8     | 9     | 10    | 順位 | ポイント |
| ------ | ---------------------------------------- | -------------- | -------------- | ----- | ----- | ----- | ----- | ----- | ------- | ----- | ----- | ----- | ----- | ---- | -------- |
| 1989年 | CoBRaモータースポーツ                    | レイナード 88D | コスワース DFV | BRH   | THR 5 | OUL   | DON   | BRH   | SNE     | SIL   | OUL   | BRH   |       | 13位 | 2        |
| 1990年 | マンセル・マジウィック・モータースポーツ | レイナード 90D | コスワース DFV | BRH 4 | OUL 3 | THR 1 | SNE 2 | BRH 1 | BRH Ret | OUL 3 | BRH 1 | SIL 1 | DON 1 | 1位  | 62       |

### マカオグランプリ
| 年     | チーム                           | シャーシ/エンジン          | 予選 | レース1 | レース2 | 総合順位 |
| ------ | -------------------------------- | -------------------------- | ---- | ------- | ------- | -------- |
| 1990年 | スーパーパワー・エンジニアリング | ラルト・RT34 / 無限・MF204 | 22位 | DNF     | 12      | NC       |

### フォーミュラ1
| 年     | チーム   | シャーシ | エンジン                | タイヤ | 1        | 2        | 3        | 4        | 5        | 6        | 7        | 8        | 9        | 10       | 11       | 12       | 13       | 14  | 15  | 16  | WDC | ポイント |
| ------ | -------- | -------- | ----------------------- | ------ | -------- | -------- | -------- | -------- | -------- | -------- | -------- | -------- | -------- | -------- | -------- | -------- | -------- | --- | --- | --- | --- | -------- |
| 1991年 | コローニ | C4       | コスワース DFR 3.5 L V8 | G      | USA DNPQ | BRA DNPQ | SMR DNPQ | MON DNPQ | CAN DNPQ | MEX DNPQ | FRA DNPQ | GBR DNPQ | GER DNPQ | HUN DNPQ | BEL DNPQ | ITA DNPQ | POR DNPQ | ESP | JPN | AUS | NC  | 0        |

### 全日本F3000選手権
| 年     | チーム       | シャーシ       | エンジン    | タイヤ | 1   | 2   | 3   | 4   | 5   | 6   | 7   | 8   | 9     | 10      | 11  | 順位 | ポイント |
| ------ | ------------ | -------------- | ----------- | ------ | --- | --- | --- | --- | --- | --- | --- | --- | ----- | ------- | --- | ---- | -------- |
| 1991年 | CHERENA LOLA | ローラ・T91/50 | 無限・MF308 | B      | SUZ | AUT | FSW | MIN | SUZ | SUG | FSW | SUZ | FSW C | SUZ DSQ | FSW | NC   | 0        |

### ル・マン24時間レース
| 年     | チーム                                               | コ・ドライバー                        | 使用車両       | クラス | 周回 | 総合順位 | クラス順位 |
| ------ | ---------------------------------------------------- | ------------------------------------- | -------------- | ------ | ---- | -------- | ---------- |
| 2002年 | レイマロック Ltd.                                    | ミゲル・ラモス ギャビン・ピカリング   | サリーン・S7-R | GTS    | 312  | 23位     | 5位        |
| 2003年 | グラハム ナッシュ モータースポーツ レイマロック Ltd. | トーマス・エルドス マイク・ニュートン | サリーン・S7-R | GTS    | 292  | 28位     | 6位        |

### スペインツーリングカー選手権
| 年     | チーム                             | 車両      | 1       | 2       | 3       | 4        | 5         | 6         | 7       | 8       | 9         | 10      | 11    | 12        | 13    | 14      | 15      | 16      | 順位 | ポイント |
| ------ | ---------------------------------- | --------- | ------- | ------- | ------- | -------- | --------- | --------- | ------- | ------- | --------- | ------- | ----- | --------- | ----- | ------- | ------- | ------- | ---- | -------- |
| 1996年 | テオ・マルティン・モータースポーツ | BMW・320i | JAR 1 3 | JAR 2 4 | ALB 1 5 | ALB 2 10 | BAR 1 Ret | BAR 2 Ret | EST 1 2 | EST 2 1 | CAL 1 Ret | CAL 2 4 | JER 1 | JER 2 Ret | JAR 1 | JAR 2 1 | BAR 1 3 | BAR 2 3 | 2位  | 160      |